# Габрієль Крамер
Габрієль Крамер (нім. Gabriel Cramer, 31 липня 1704, Женева, Швейцарія — 4 січня 1752, Баньоль-сюр-Сез, Франція) — швейцарський математик, учень і друг Йоганна Бернуллі, один з творців лінійної алгебри.

## Біографія
Крамер народився в сім'ї франкомовного лікаря. З раннього віку мав великі здібності до математики. У 18 років захистив дисертацію. У 20-річному віці Крамер виставив свою кандидатуру на вакантну посаду викладача на кафедрі філософії Женевського університету. Кандидатур було три, всі справили гарне враження, і магістрат прийняв «соломонове» рішення: заснувати окрему кафедру математики і направити туди (на одну ставку) двох «зайвих», включно з Крамером, з правом подорожувати по черзі за свій рахунок.
У 1727 Крамер скористався цим правом і 2 роки мандрував Європою, заодно переймаючи досвід у провідних математиків — Йоганна Бернуллі і Ейлера в Базелі, Галлея і де Муавра в Лондоні, Мопертюї й Клеро в Парижі та інших. Повернувшись, він вступає з ними в листування, що тривало все його недовге життя.
У 1728 Крамер знаходить розв'язок Санкт-Петербурзького парадоксу, близький до опублікованого через 10 років Даніелем Бернуллі.
1729 року Крамер повертається до Женеви і відновлює викладацьку роботу. Він бере участь у конкурсі, оголошеному Паризькою академією, завданням у якому було з'ясувати, чи є зв'язок між еліпсоїдною формою більшості планет та зміщенням їхніх афеліїв? Робота Крамера займає друге місце (перший приз отримав Йоганн Бернуллі).
У вільний від викладання час Крамер пише численні статті на найрізноманітніші теми: геометрія, історія математики, філософія, застосування теорії ймовірностей. Крамер також публікує працю з небесної механіки (1730) та коментар до ньютонівської класифікації кривих третього порядку (1746).
Близько 1740 Йоганн Бернуллі доручає Крамеру клопоти з видання збірки своїх праць. У 1742 Крамер публікує збірку в 4 томах, а незабаром (1744) випускає аналогічну (посмертну) збірку робіт Якоба Бернуллі і двотомник листування Лейбніца з Йоганном Бернуллі. Всі ці видання мали величезний резонанс у науковому світі.
1747 - друга подорож у Париж, знайомство з Даламбером.
1751 року Крамер отримав серйозну травму після дорожнього інциденту з каретою. Лікар порадив йому відпочити на французькому курорті, але там його стан погіршився, і 4 січня 1752 Крамер помер.

## «Вступ до аналізу алгебраїчних кривих»

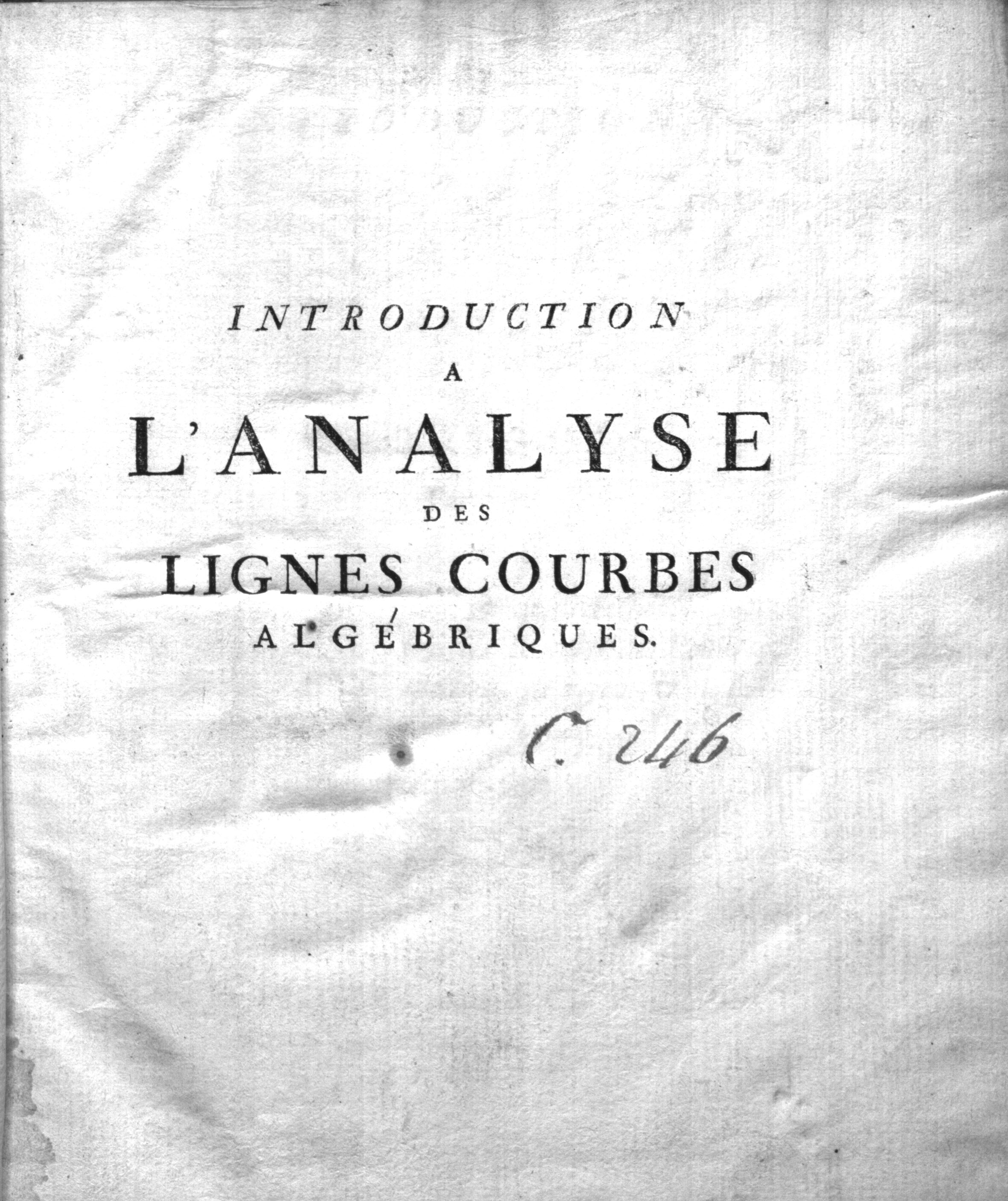
«Вступ до аналізу алгебраїчних кривих»

«Вступ до аналізу алгебраїчних кривих» — найвідоміша з робіт Крамера, опублікована французькою мовою («Introduction à l'analyse des lignes courbes algébraique», 1750). У ній вперше доведено, що алгебрична крива n-го порядку в загальному випадку цілком визначена, якщо задано її n(n + 3)/2 точок. Для доведення Крамер будує систему лінійних рівнянь і розв'язує її за допомогою алгоритму, названого пізніше його ім'ям - метод Крамера.
Крамер розглянув систему довільної кількості лінійних рівнянь з квадратною матрицею. Розв'язок системи він подав у вигляді стовпця дробів зі спільним знаменником — визначника матриці. Терміна «визначник» (детермінант) тоді ще не існувало (його ввів Гаус в 1801), але Крамер дав точний алгоритм його обчислення: алгебрична сума всіх можливих добутків елементів матриці, по одному з кожного рядка і кожного стовпця. Знак доданка в цій сумі, за Крамером, залежить від числа інверсій відповідної підстановки індексів: плюс, якщо парне. Що стосується чисельників у стовпці розв'язків, то вони підраховуються аналогічно: n-й чисельник є визначником матриці, отриманої заміною n-го стовпця вихідної матриці на стовпець вільних членів.
Методи Крамера відразу ж отримали подальший розвиток у працях Безу, Вандермонда та Кейлі, які й завершили створення основ лінійної алгебри. Теорія визначників швидко знайшла безліч застосувань в астрономії й механіці (вікове рівняння), під час розв'язування алгебричних систем, дослідження форм тощо.
Крамер провів класифікацію алгебричних кривих до п'ятого порядку включно. Цікаво, що у всьому своєму змістовному дослідженні кривих Крамер ніде не використовує математичного аналізу, хоча він безперечно володів цими методами.